# Movilița, Ialomița
Movilița là một xã thuộc hạt Ialomița, România. Dân số thời điểm năm 2002 là 4816 người.